# 小行星25721
小行星25721（25721 Anartya）是一颗绕太阳运转的小行星，为主小行星带小行星。该小行星于2000年1月20日发现。

## 轨道参数
小行星25721的轨道半长轴为353 847 234 km，2.3652890 UA，离心率为0.075。